# Лавут, Александр Павлович
Александр Павлович Лавут (4 июля 1929 — 23 июня 2013) — советский математик, правозащитник и диссидент. Сын литератора и антрепренёра Павла Ильича Лавута (1898—1979), упоминавшегося в произведениях Владимира Маяковского.
Окончил механико-математический факультет МГУ (1951), преподавал математику в Северном Казахстане и на Украине, затем работал математиком-программистом в Центральной геофизической экспедиции.
Автор и редактор самиздата. С 1968 года принимал участие в выпусках «Хроники текущих событий», в 1974—1980 гг. был одним из её основных авторов, в ряде случаев руководил выпуском.
Помогал крымским татарам. В 1969 г. одновременно со своим другом и коллегой Сергеем Ковалёвым вошёл в состав Инициативной группы по защите прав человека в СССР.
В 1980 году был осуждён к трём годам лагеря по статье 190-1 УК РСФСР (об антисоветской агитации и пропаганде). В заявлении Елены Боннэр, Андрея Сахарова и других членов Московской Хельсинкской группы по этому поводу говорилось:

Его вклад в сбор и распространение правдивой информации о борьбе за права человека и о нарушениях этих прав в нашей стране невозможно переоценить. Александр Павлович не искал ни славы, ни почестей, он «всего лишь» имел мужество отстаивать свою гражданскую позицию противопоставления злу и насилию, которую считал единственно возможной. Он защищал несправедливо преследуемых.

Политзаключённый (1980—1983, в заключении вновь осуждён, 1983—1986 гг. в ссылке). 
Член совета правозащитного центра «Мемориал».
31 января 1999 года награждён командорским крестом ордена Великого князя Литовского Гядиминаса
Внучка  — Евгения Лавут, поэтесса, правнук  — Александр Лавут, активист, поэт, ученик гуманитарного класса московской Пятьдесят седьмой школы.